# Шандорфф, Ларс
Ларс Шандорфф (дат. Lars Schandorff; род. 20 апреля 1965) — датский шахматист, гроссмейстер (1996).
Чемпион Дании 1988 года.
В составе национальной сборной участник 9-и олимпиад (1988, 1992—1994, 2000—2008, 2012) и 3-х командных чемпионатов Европы (2005—2009).

## Изменения рейтинга
| Графики недоступны из-за технических проблем. См. информацию на Фабрикаторе и на mediawiki.org. |